# Акри (река)
А́кри (порт. Rio Acre) — река в центральной части Южной Америки, правый приток Пуруса.

## Характеристика
Находится на северо-западе Бразилии, Перу и севере Боливии. Длина — 680 км. Берёт своё начало в перуанских Андах, после чего протекая в восточном направлении образуя часть границы между Боливией и Бразилией. Является правым притоком реки Пурус. Площадь речного бассейна составляет 35000 км², а его расход воды колеблется от 30 до 1200 м³/с. Крупнейшим притоком Акри является река Риозиньо-ду-Рола, к прочим притокам относятся реки Шапури, Антимари и Андира. Река судоходна ниже впадения реки Шапури.
В водах Акри обитают 80 видов рыб из 26 семейств и 9 отрядов. Наибольшим видовым богатством обладает отряд сомообразных (37 видов).
Важнейшими факторами влияющими на облик территории в бассейне реки являются лесные пожары, вырубка лесов и сельское хозяйство. Для сохранения верховьев бассейна реки Акри в 1981 году была создана экологическая станция.